# Großsporkert
Großsporkert ist ein Weiler im Stadtbezirk Ronsdorf der bergischen Großstadt Wuppertal in Nordrhein-Westfalen/Deutschland.

## Lage und Beschreibung
Die Ortschaft mit 37 Einwohnern (inklusive der Anwohner der Zufahrtsstraße/Stand 2007) liegt im Wohnquartier Erbschlö-Linde östlich des Ortszentrums von Ronsdorf und des Straßendorfs Linde. In der unmittelbaren Nähe verlaufen die Bundesautobahn 1 mit der Ausfahrt Wuppertal-Ronsdorf und  die heutige Landesstraße 58 (ehemals Bundesstraße 51). Hier verkehren auch mindestens stündlich überörtlich Linienbusse.
Benachbarte Orte sind neben Linde die Hofschaften und Weiler Kleinsporkert, Kleinbeek, Wefelpütt und Hastberg mit der Hastberger Mühle.
Großsporkert ist vom Erscheinungsbild her ländlich geprägt, aber die Landwirtschaft spielt im Haupterwerbszweig praktisch keine Rolle mehr. Neben weiteren Wald- und Naturgebieten befindet sich in der Nähe das Naherholungsgebiet Staatsforst Marscheider Wald. Der Marscheider Bach, ein direkter Zufluss der Wupper, fließt östlich am Ort vorbei.

## Geschichte
Die erste urkundliche Erwähnung von Sporkert fand im Jahr 1350 statt. Der Ort gehörte im Spätmittelalter und der frühen Neuzeit zu der Honschaft Erbschlö im Kirchspiel Lüttringhausen des Amtes Beyenburg. Bereits 1710 wurden fünf Häuser in Kleinsporkert gezählt, das zu dieser Zeit Wuppermanns Sporkert genannt wurde.
Auf der Topographia Ducatus Montani des Erich Philipp Ploennies aus dem Jahre 1715 ist der Hof wie das benachbarte Kleinsporkert als Spurckert verzeichnet. Auf der Topographischen Aufnahme der Rheinlande von 1824 wird zwischen Groß- und Kleinsporkert unterschieden, wie auch auf der Preußischen Uraufnahme von 1843.
1832 gehörte Großsporkert zur Marscheider Rotte des ländlichen Außenbezirks der Stadt Ronsdorf. Der laut der Statistik und Topographie des Regierungsbezirks Düsseldorf als Dorf kategorisierte Ort wurde zu dieser Zeit Sporkort genannt und besaß zu dieser Zeit zwölf Wohnhäuser und neun landwirtschaftliche Gebäude. Zu dieser Zeit lebten 106 Einwohner im Ort, acht katholischen und 98 evangelischen Glaubens. Es geht aus der Statistik nicht hervor, ob auch Kleinsporkert dazu gezählt wurde. Im Gemeindelexikon für die Provinz Rheinland von 1888, das Groß- und Kleinsporkert getrennt aufzählt, werden für Großsporkert sieben Wohnhäuser mit 58 Einwohnern angegeben.

## Söhne und Töchter
- Ernst Oberhoff (1906–1980), deutscher Maler, Plastiker und Grafiker.

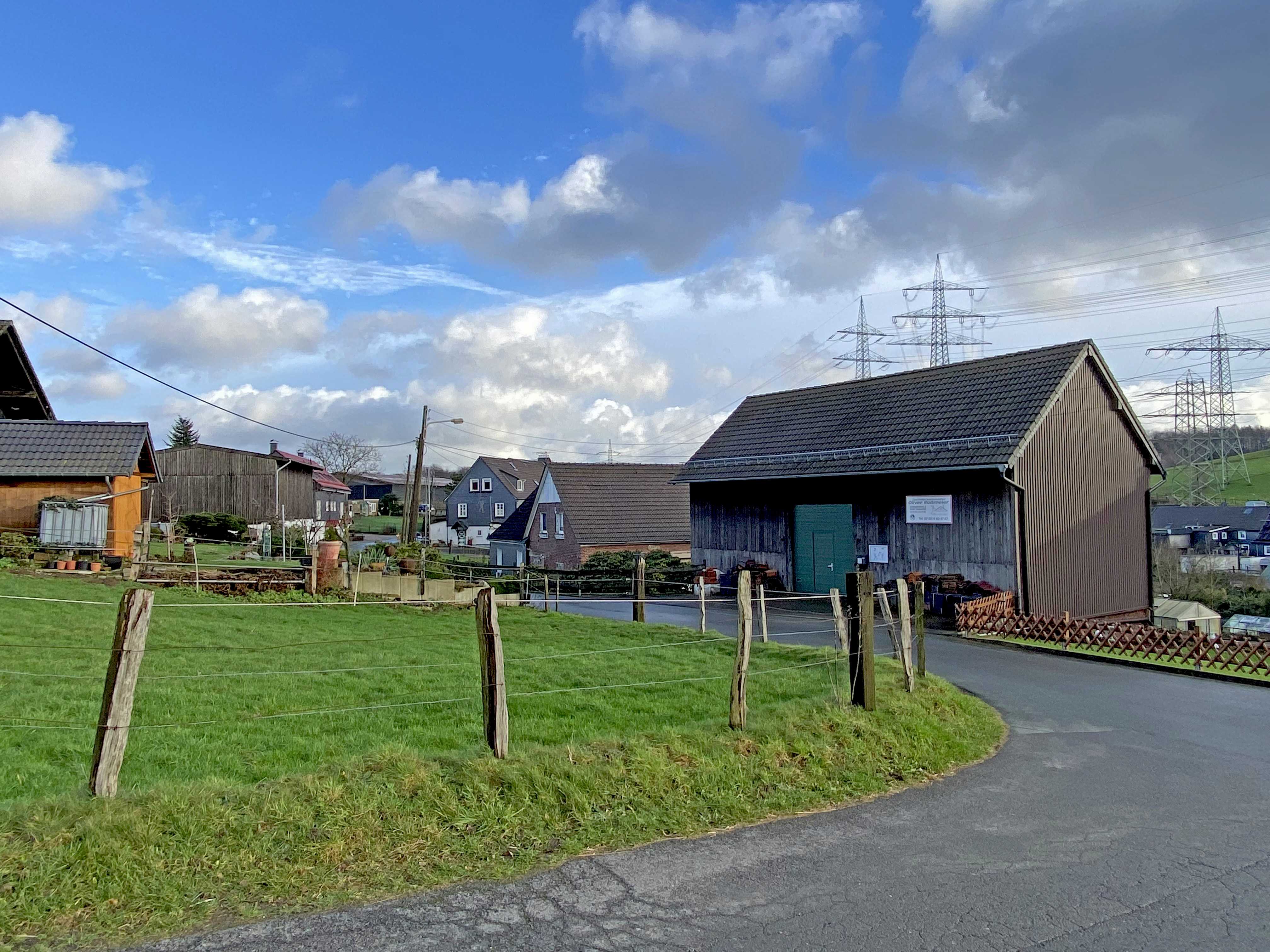
Ortseingang von Norden (Linde)
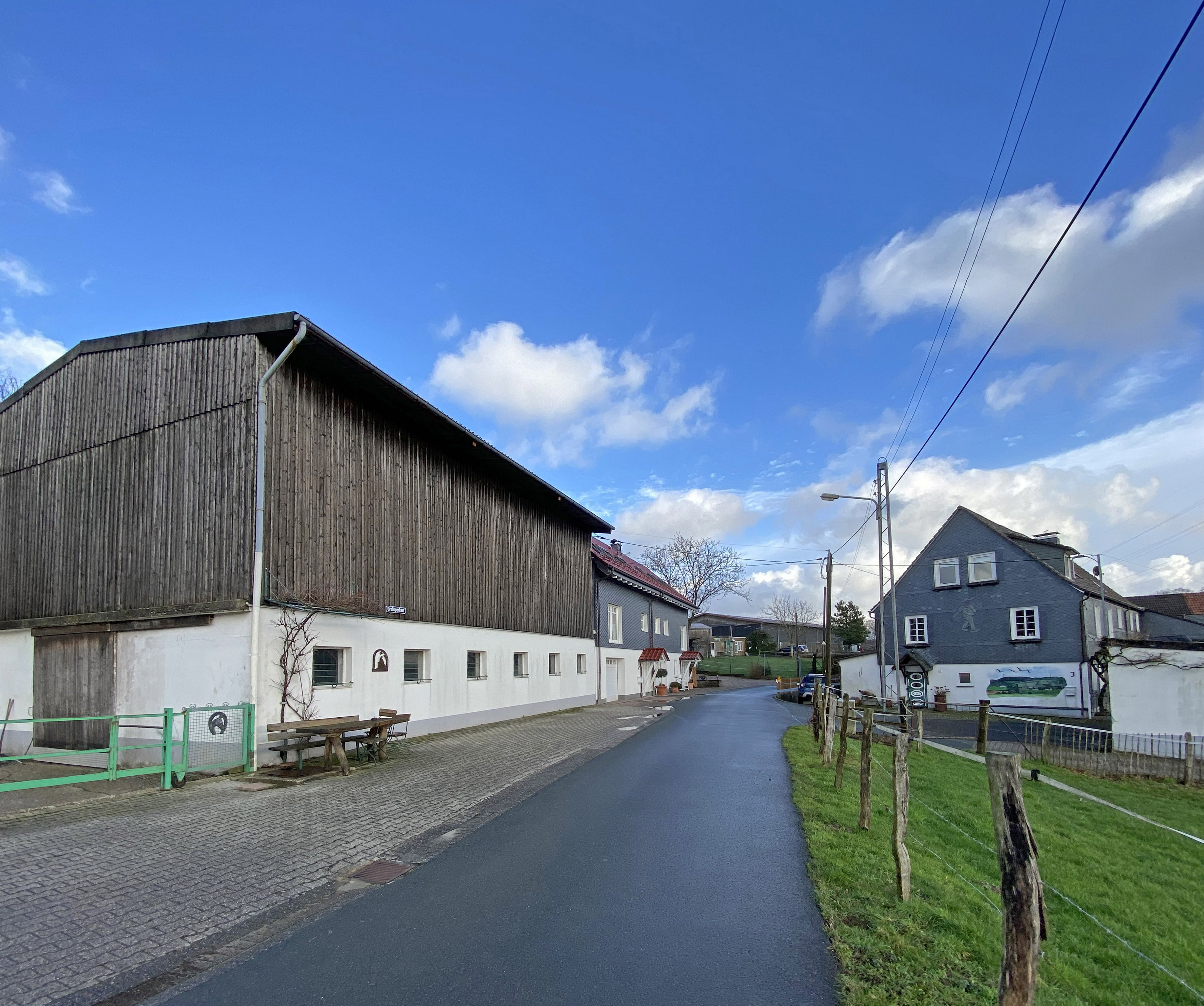
Ruheplatz an Wirtschaftsgebäude
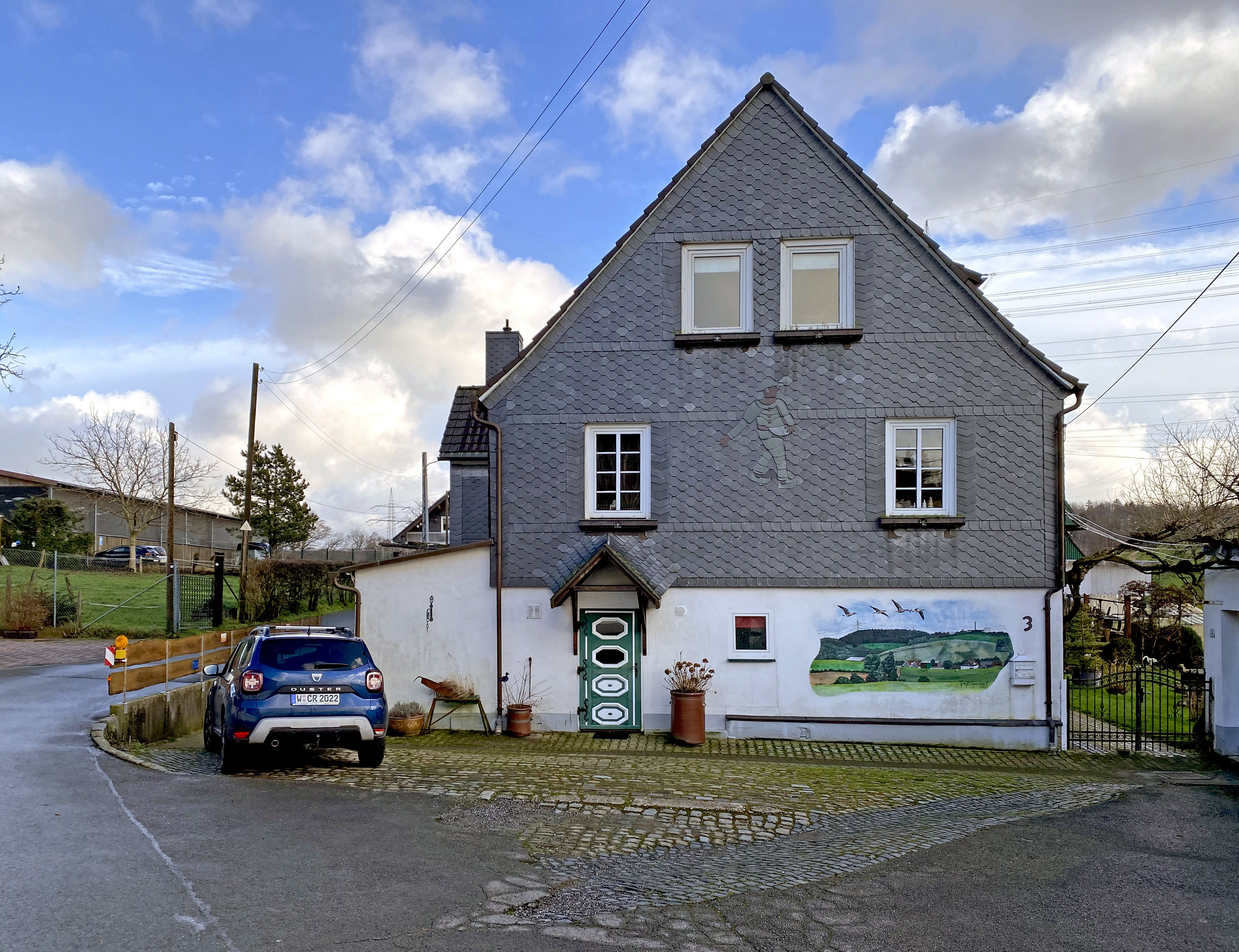
Haus Großsporkert 3 mit Schieferschmuck und Heimatwandbild
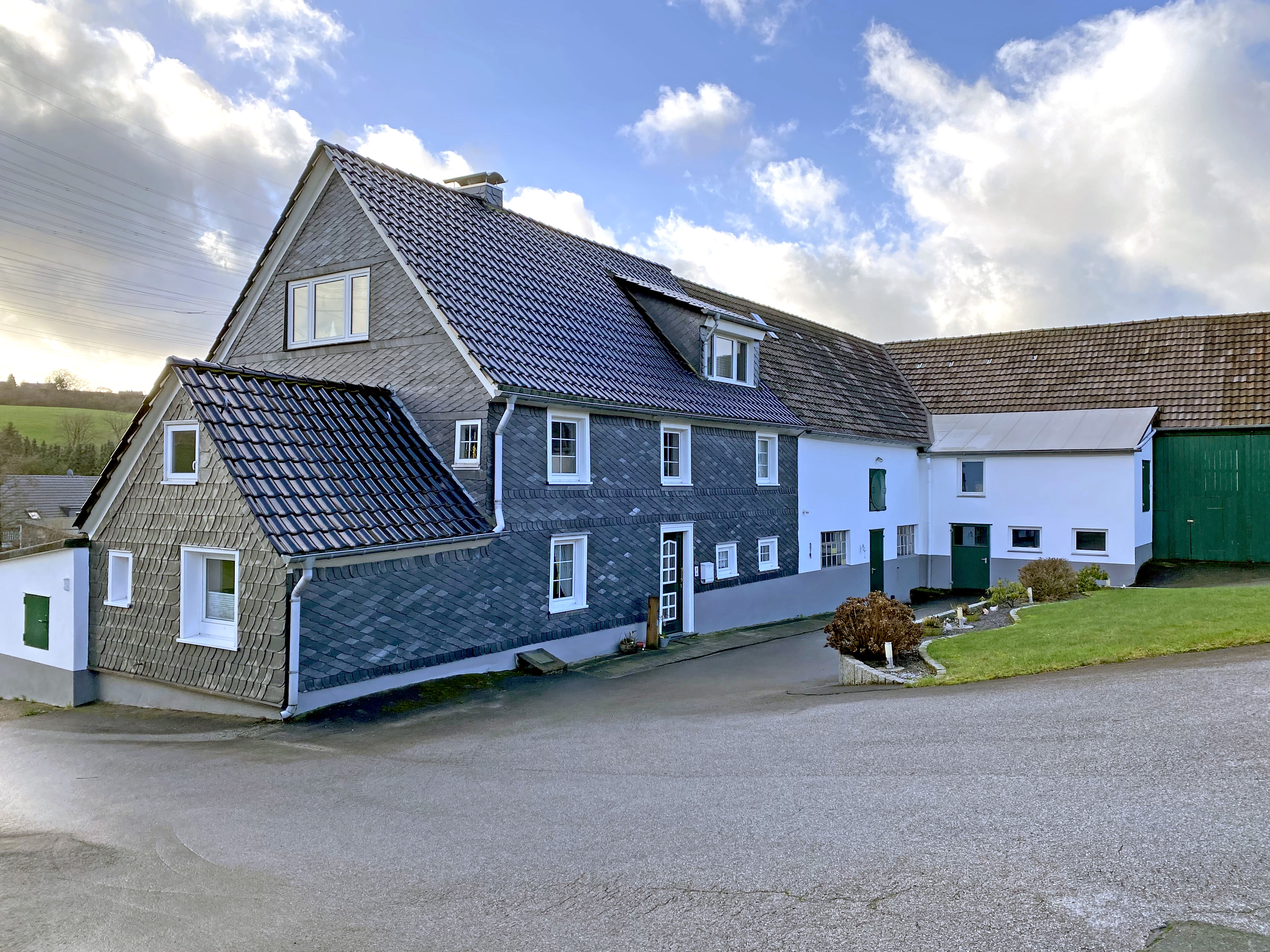
Hof Großsporkrt 1